# Antraknoza liści porzeczek

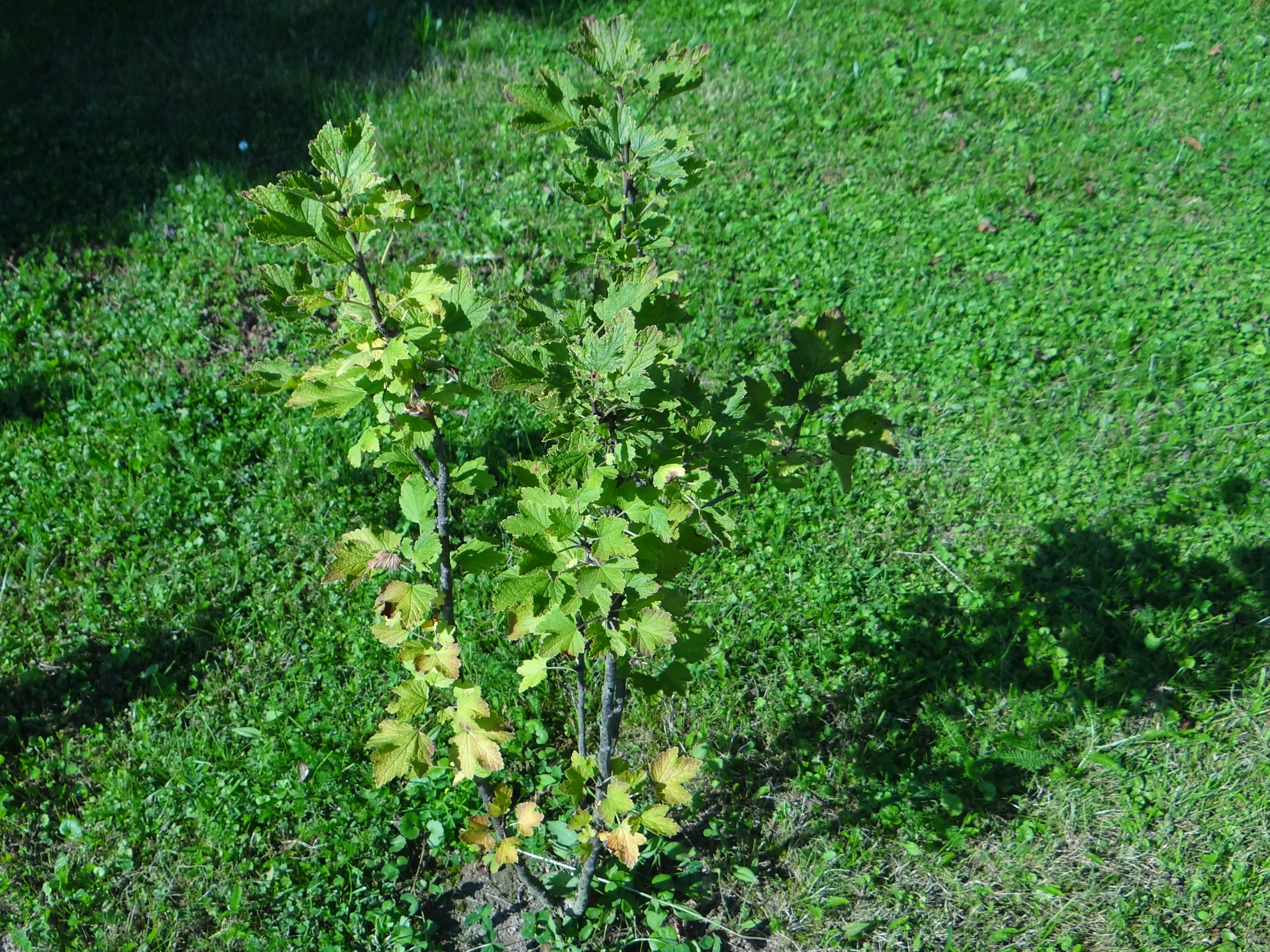
Objawy na młodym krzewie porzeczki

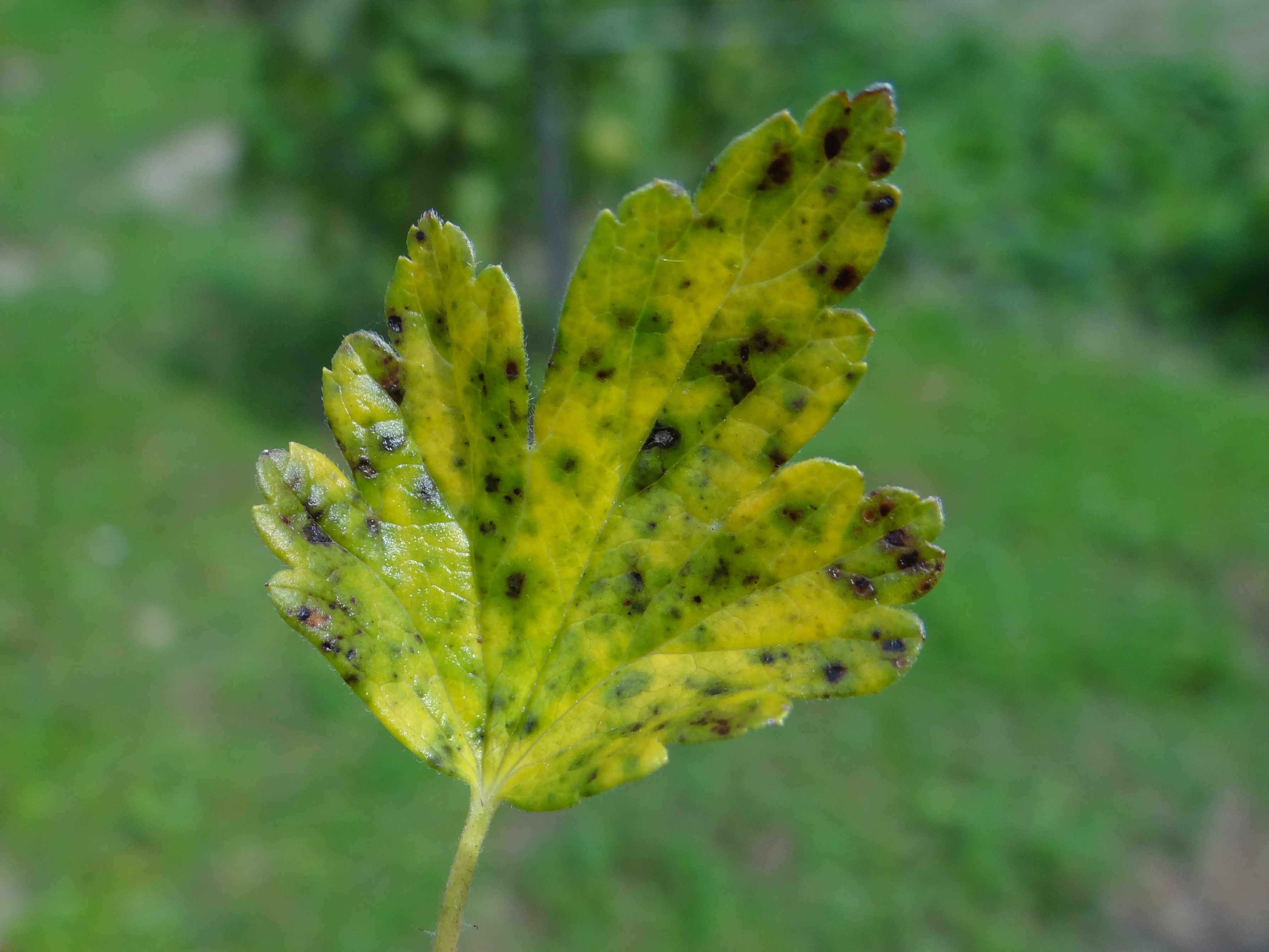
Objawy na górnej stronie liścia agrestu

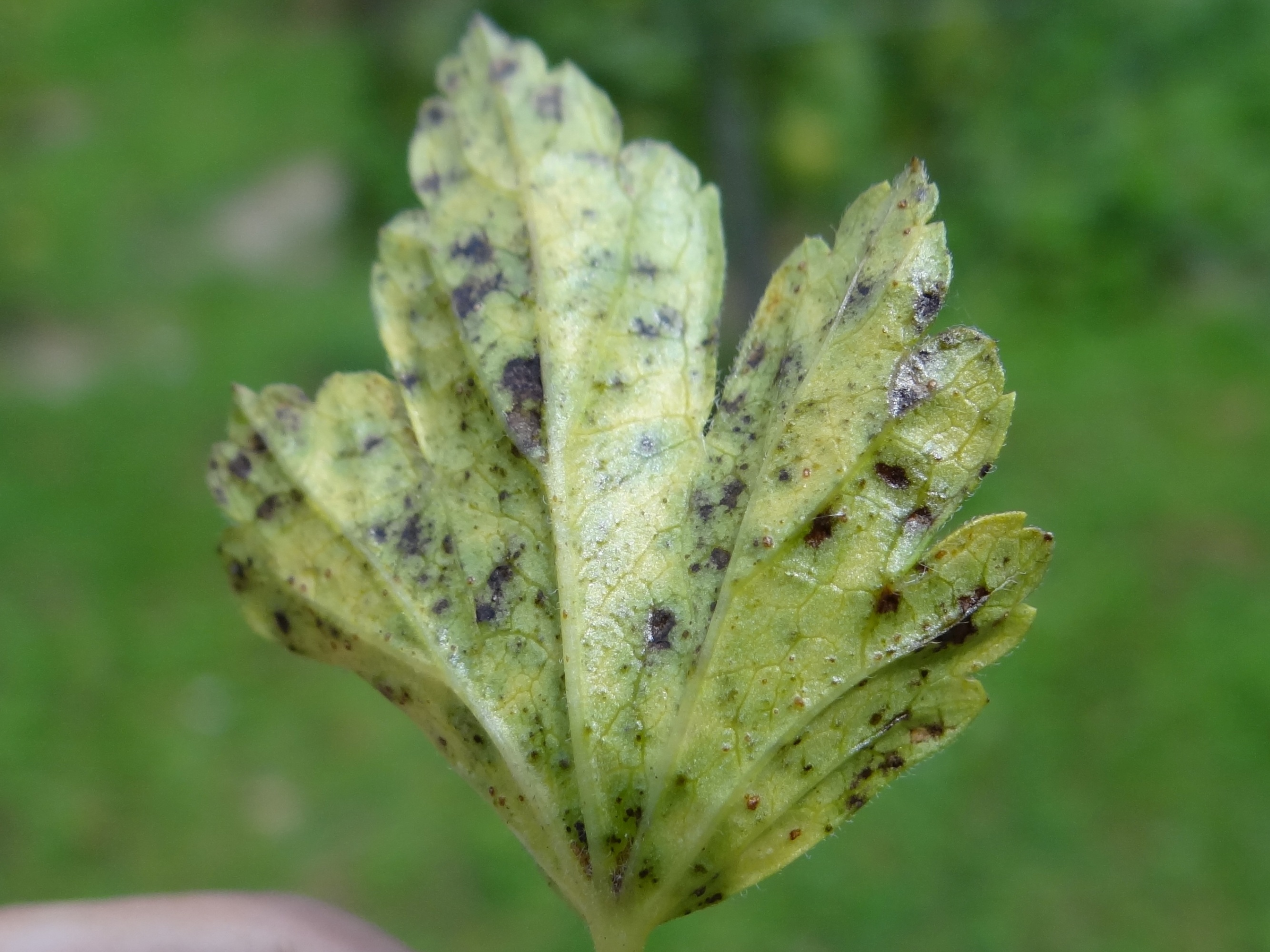
Objawy na dolnej stronie liścia agrestu

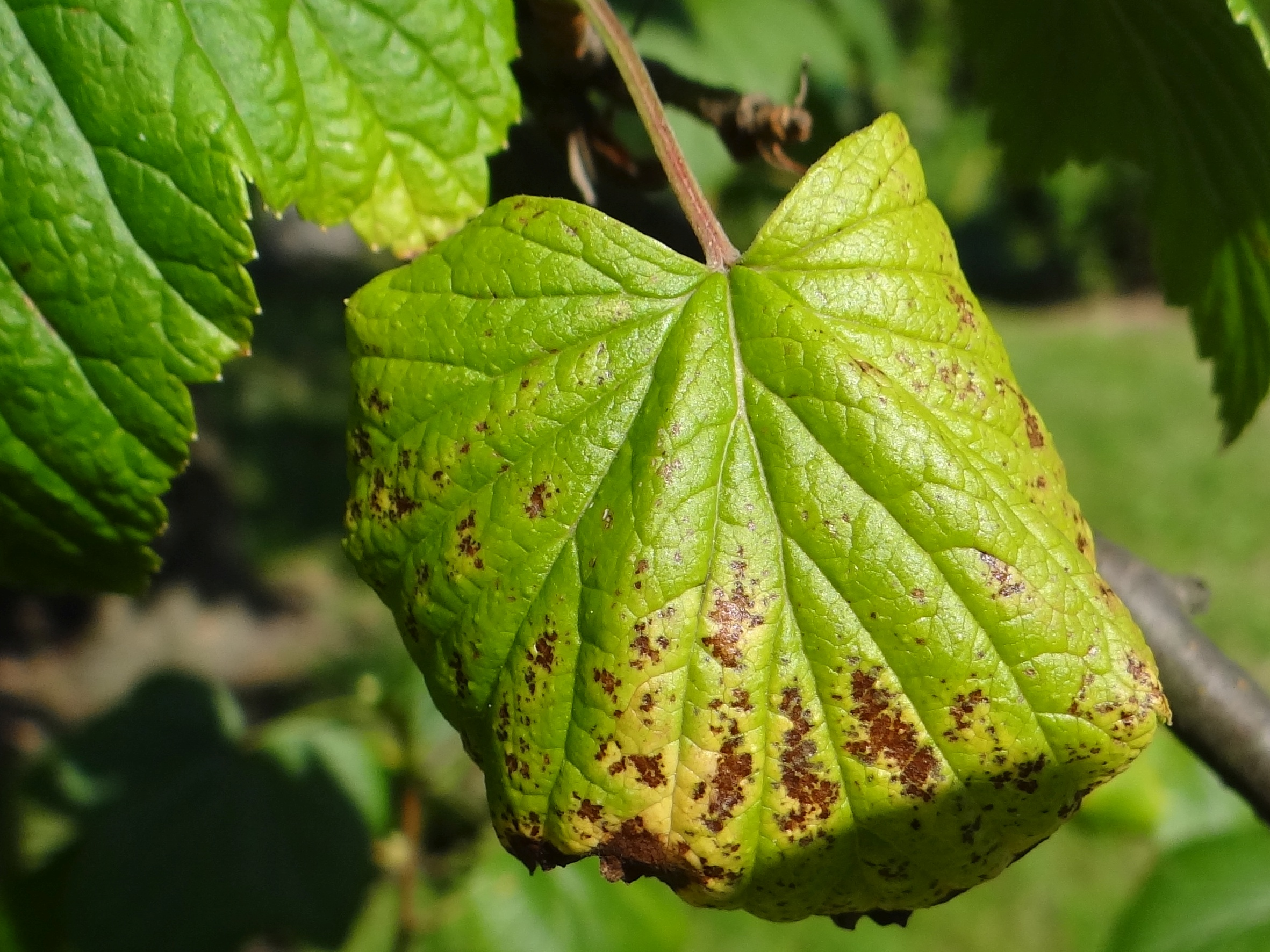
Objawy na górnej stronie liścia porzeczki

Antraknoza liści porzeczek lub opadzina liści porzeczki (ang. anthracnose of currant, leaf spot of currant) – grzybowa choroba roślin wywoływana przez Drepanopeziza ribis.

## Występowanie i szkodliwość
Choroba powszechnie występuje w uprawach porzeczki i agrestu, opisano jej występowanie także na wielu gatunkach roślin ozdobnych z rodzaju Ribes. Powoduje przedwczesne opadanie liści, co skutkuje słabym wzrostem krzewów, słabą ich odpornością na choroby, zwiększoną podatnością na przemarzanie oraz obniżeniem plonów. Sadzonki pochodzące ze szkółek opanowanych przez tę chorobę nie nadają się do sadzenia. Choroba atakuje wszystkie uprawiane gatunki porzeczek oraz agrest, najsilniej porzeczkę czarną.

## Objawy
Pierwsze objawy pojawiają się na liściach pod koniec maja w postaci drobnych plamek, początkowo jasnozielonych, potem brunatniejących. Plamki stopniowo powiększają się, a tkanka liścia w ich obrębie ulega nekrozie. Przy dużej ilości takich plamek liście żółkną, zasychają i opadają. Choroba najpierw obejmuje liście w dolnej partii krzewów, później stopniowo przesuwa się w górę. Przy dużym jej natężeniu krzewy czasami już pod koniec lipca są całkowicie ogołocone z liści. U niektórych wrażliwych na tę chorobę odmian porzeczki czarnej choroba atakować może także ogonki liściowe, niezdrewniałe części pędów, a nawet owoce.
Na dolnej stronie pod plamkami widoczne są drobne, podobne do brodawek wzniesienia. Są to powstające pod skórką liścia acerwulusy z zarodnikami. W czasie wilgotnej pogody następuje rozerwanie naskórka i przez pęknięcie wydostają się z acerwulusów zlepione śluzem zarodniki.

## Epidemiologia
Na żywych roślinach grzyb rozwija się jako pasożyt, na opadłych liściach jako saprotrof. Późną jesienią, w cieplejszych okresach zimy i wczesną wiosną na opadłych liściach rozwijają się apotecja. W maju następuje z nich wysiew zarodników dokonujących infekcji pierwotnej. Pewna ilość acerwulusów przezimowuje na opadłych liściach, i one także dokonują infekcji pierwotnej. W sezonie wegetacyjnym w acerwulusach na młodych liściach powstaje duża ilość zarodników, które dokonują infekcji wtórnej rozprzestrzeniając chorobę. Następuje to podczas deszczu, jego krople uderzając w acerwulusy powodują wydostawanie się z zarodników, a wiatr przenosi je na inne liście. Choroba szczególnie szerzy się więc podczas silnych i długotrwałych opadów związanych z dużym wiatrem. Minimalny okres zwilżenia liści potrzebny do wykiełkowania zarodników wynosi 12 godzin, a optymalna temperatura 16–21 °C. Czas od wykiełkowania zarodników do dojrzenia acerwulusów wynosi 8–12 dni, w czasie sezonu wegetacyjnego może więc powstać kilka generacji zarodników.

## Ochrona
Na działkach oraz w ogrodach przydomowych może wystarczyć uprawa odmian odpornych na tę chorobę, jesienią natomiast – staranne wygrabianie i palenie opadłych liści. Do odmian czerwonej porzeczki odpornych na antraknozę należy np. ‘Macherauch’s Rote Spätlese’ i ‘Rondom’, wśród odmian czarnej porzeczki są to np. ‘Brödtrop’, ‘Ceres’, ‘Öjebyn’ i ‘Roodknop’. Uprawa tych odmian, oraz usuwanie liści pozwolą uniknąć opryskiwań chemicznych, a przynajmniej umożliwią znaczące ich ograniczenie. Na plantacjach porzeczki czarnej w okresie jej wegetacji jest niezbędna ochrona chemiczna fungicydami. Pierwsze opryskiwanie wykonuje się bezpośrednio przed kwitnieniem. Po kwitnieniu zaleca się opryskiwać plantację tak, by liście stale pokryte były ochronną warstwą fungicydu, szczególnie przed deszczem. Nie należy jednak wykonywać opryskiwań częściej niż co 10 dni. Przed dojrzewaniem owoców opryskiwania należy przeprowadzić z uwzględnieniem okresu karencji danego fungicydu.
W zwalczaniu antraknozy skuteczne są fungicydy miedziowe, ditiokarbaminianowe i tiokarbamylowe (np. flusilazol, difenkonazol).
Porzeczce i agrestowi zagrażają także inne choroby grzybowe, głównie rdza wejmutkowo-porzeczkowa, biała plamistość liści porzeczek i amerykański mączniak agrestu. Chemicznie zwalczane są w podobny sposób i podobnymi fungicydami, należy więc tak zaplanować plan opryskiwań, by przy jak najmniejszej ilości oprysków zapewnić skuteczną ochronę przed wszystkimi tymi chorobami.